# Faruk Hadžibegić
Faruk Hadžibegić (Sarajevo, 7 de outubro de 1957) é um ex-futebolista e treinador de futebol bósnio que defendeu a Iugoslávia na Copa de 1990 e na Eurocopa de 1984.

## Carreira
Jogou durante oito anos no futebol francês, principalmente no Sochaux, onde atuou entre 1987 e 1994. Jogou também por Sarajevo e Real Betis até pendurar as chuteiras em 1995, aos 37 anos de idade, quando disputou sua única temporada com a camisa do Toulouse.

## Seleção Iugoslava
Pela Seleção Iugoslava, integrou o elenco que participou da Eurocopa de 1984 e da Copa de 1990, última competição que o país disputou unificado. Na partida contra a Argentina, viu sua cobrança de pênalti parar nas mãos de Sergio Goycochea, que defendera anteriormente o chute de Dragoljub Brnović.
Ele ainda participou de jogos das eliminatórias para a Eurocopa de 1992 - a Iugoslávia chegou a se classificar, mas foi impedida de participar do torneio em decorrência da Guerra Civil que assolava o país. A última partida de Hadžibegić foi um amistoso contra a Holanda, em março do mesmo ano, e não chegou a defender a Seleção da Bósnia, quando já estava no final de sua carreira como jogador.

## Carreira de treinador
A carreira de treinador de Hadžibegić deu início ainda em 1995, quando retornou ao Sochaux para ser o comandante da equipe.
Chegou também a comandar a Seleção da Bósnia, em 1999, sem sucesso. Excetuando-se passagens por ESTAC Troyes, Dijon e Bastia, as passagens de Hadžibegić por outras equipes foram bem curtas.
Entre 2010 e 2011, treinou o Arles-Avignon, na campanha que levou ao rebaixamento à segunda divisão. Ficou até 2016 longe dos gramados, quando assinou com o Valenciennes. Atualmente, ele comanda o Red Star, substituindo Régis Brouard.